# クレメンテ・ロドリゲス
クレメンテ・フアン・ロドリゲス（Clemente Juan Rodríguez, 1981年7月31日 - ）は、アルゼンチン・ブエノスアイレス出身の元同国代表サッカー選手。現役時代のポジションはディフェンダー。

## 経歴
ボカ・ジュニアーズでプロ生活をスタートさせる。2000年12月10日、CAチャカリタ・ジュニアーズ戦でデビュー。トヨタカップには2回出場。2001年のバイエルン・ミュンヘン戦では敗北したが、2003年のACミラン戦ではPK戦の末に優勝。2004年、ロシアのFCスパルタク・モスクワに移籍。しかし、ロシアに馴染めなかったようで、2007年から半年のローンでボカに復帰した。2007-08シーズンはスペインのRCDエスパニョールへ期限付き移籍していた。2009年8月、エストゥディアンテス・デ・ラ・プラタに完全移籍。2010年8月に再びボカへと復帰した。
2003年にアルゼンチン代表デビュー。2004年にはアテネオリンピック代表に選ばれ、同国初のサッカー金メダル獲得に貢献した。2010 FIFAワールドカップ代表メンバーにも選ばれ、1試合に出場した。

## 代表歴

### 出場大会
- アルゼンチン代表
  - 2010 FIFAワールドカップ

### 試合数
- 国際Aマッチ 20試合 0得点（2003年-2013年）[1]

| アルゼンチン代表 | 国際Aマッチ | 国際Aマッチ |
| 年               | 出場        | 得点        |
| ---------------- | ----------- | ----------- |
| 2003             | 4           | 0           |
| 2004             | 3           | 0           |
| 2005             | 1           | 0           |
| 2006             | 1           | 0           |
| 2007             | 0           | 0           |
| 2008             | 0           | 0           |
| 2009             | 0           | 0           |
| 2010             | 4           | 0           |
| 2011             | 2           | 0           |
| 2012             | 3           | 0           |
| 2013             | 2           | 0           |
| 通算             | 20          | 0           |

## タイトル
ボカ・ジュニアーズ
- プリメーラ・ディビシオン : 2000-01A, 2003-04A, 2011A
- コパ・リベルタドーレス : 2001, 2003, 2007
- トヨタカップ : 2003
- コパ・アルヘンティーナ : 2011-12

アルゼンチン代表
- オリンピックサッカー金メダル : 2004